# Echinomitrion
Echinomitrion là một chi rêu trong họ Metzgeriaceae.